# الخرارزة (أولاد عيسى)
الخرارزة هو دُوَّار يقع بجماعة الغيات، إقليم آسفي، جهة مراكش آسفي في المملكة المغربية. ينتمي الدوّار لمشيخة أولاد عيسى التي تضم 5 دواوير. يقدر عدد سكانه بـ 326 نسمة حسب الإحصاء الرسمي للسكان والسكنى لسنة 2004.

## روابط خارجية
- البوابة الوطنية للجماعات الترابية
- المندوبية السامية للتخطيط